# My graduation
「my graduation」（マイ・グラデュエーション）は、日本の女性歌手グループ、SPEEDの6枚目のシングル。1998年2月18日にTOY'S FACTORYよりリリースされた。

## 解説
- ジャケット写真のチョーカーが好評で問い合わせが殺到し、ファンクラブ限定で発売された[要出典]。
- 累計売上は175万枚（公称）[1]。オリコン集計での累計売上は147.5万枚[2]。

## 収録曲
1. my graduation
  - 作詞・作曲：伊秩弘将 / 編曲：水島康貴

「私の卒業」というタイトルどおり卒業式の定番曲であるが、卒業らしい言葉は歌詞に登場しない。
日清食品「日清焼そばU.F.O.」のCMソングに使用された。SPEED出演CM。
第50回NHK紅白歌合戦では「my graduation '99」のスペシャル・ヴァージョンで歌った（歌の前にイントロで「Body & Soul」「White Love」など5曲が30秒間メドレーで流され、さらに鐘の音が鳴らされる[3]）。
シングルヴァージョンはオリジナルアルバムやベストアルバムには1度も収録されていない。
SPEEDのコンサートではアンコールとして歌われることが多い。サビの部分などは観客が合唱するのも恒例である。
2. Brand-New Weekend
  - 作詞・作曲：伊秩弘将 / 編曲：水島康貴

エプソン「カラリオ」のCMソングに使用された。SPEED出演CM。
3. my graduation -Instrumental-
4. Brand-New Weekend -Instrumental-

## 収録アルバム・PV集
アルバム
- RISE（#1、Album Version #2、Varick Street Mix）
- MOMENT（#1、表記無しだがAlbum Version）
- SPEED THE MEMORIAL BEST 1335days Dear Friends 1（#1、Album version）
- SPEED MEMORIAL LIVE “One More Dream” + Remix!!!（#1、ライブ音源）
- BEST HITS LIVE〜Save The Children SPEED LIVE 2003〜（#1、ライブ音源）
- SPEEDLAND -The Premium Best Re Tracks-（#1、Re Track）

PV集
- SPEED VIDEO CLIPS「SPEED SPIRITS I」VHS、DVD（#1）
- SPEED VIDEO CLIPS「SPEED SPIRITS COMPLETE」DVD（#1）

オムニバスアルバム(全てシングルヴァージョン。ただし、胸キュン90's 〜ひとりで聴きたい恋の唄〜のみSPEEDLANDに収録されたRe Trackアレンジ)
- 「速報!歌の大辞テン!!」presents BALLADS DAIJITEN! 昭和 VS 平成（#1、表記無しだがAlbum Version）
- クライマックス ロマンティック・ソングス（#1）
- CDTV NO.1 HITS〜ナキウタ〜（#1）
- 胸キュン90's 〜ひとりで聴きたい恋の唄〜（#1）

## カバー
- Friends - 2009年9月30日発売のアルバム『FRIENDSHIP』に収録。
- 浅倉杏美、原由実、沼倉愛美 - 2013年7月17日発売のアルバム『THE IDOLM@STER STATION!!! FAVORITE TALKS』に収録。
- 華原朋美 - 2014年3月12日発売のアルバム『MEMORIES -Kahara Covers-』に収録。
- Ms.OOJA - 2015年8月19日発売のアルバム『THE HITS ～No.1 SONG COVERS～』に収録。
- 中島美嘉 - 2021年11月11日発売のトリビュートアルバム『SPEED SPIRITS』に収録。